# Cicifuj
Ciciban – Cicifuj je pesem Otona Župančiča, ki je prvič izšla leta 1915 v knjižici Ciciban in še kaj. Leta 1922 je izšla v nespremenjenem ponatisu, a s skrajšanim naslovom Ciciban, leta 1932 pa je izšel nov natis Cicibana, z ilustracijami Nikolaja Pirnata in dopolnjen s petimi pesmimi. 

## Vsebina
CICIBAN – CICIFUJ
CICIBAN, KAJ PA JE DANES, ČUJ!

KAJ TI TO PTIČKA PREPEVA?

PO VSEJ DOBRAVI ODMEVA:

»CICIFUJ, CICIFUJ, CICIFUJ,

CICIFUJ, FEJ IN FUJ!«
(Župančič 1970: 17)
Cicibana v goščavi vsak dan pozdravi ptičica, danes pa ga s svojim petjem opozori, da ni Ciciban, ampak Cicifuj. Ciciban se sprva začudi, zakaj Cicifuj, ko pa zagleda svoje roke, mu takoj postane jasno, da si jih je pozabil umiti. V potočku se umije, ptičica pa mu spet zapoje: »Ciciban, Ciciban, dober dan!« (Župančič 1970: 17)

## Interpretacija literarnega lika
Cicifuj je književni lik pesmi Ciciban - Cicifuj. Po definiciji v SSKJ je ciciban predšolski otrok ali otrok nižjih razredov osnovne šole, definicija cicifuja pa se glasi: cicifuj medm. (u) posnema petje sinice: cicifuj, cicifuj, poje z drevesa; sam.: danes se nisem umil še, fej, fuj, danes sem res Cicifuj! (O. Župančič); umazanček, pacek.
Prvotno je beseda ciciban pomenila mladega mlinarja, nato pa je ponarodela. Dogajalni prostor je narava, goščava, katere del je Cicifuj sam. Cicifuj je sproščen, razigran: Ciciban teče v zeleni dan (Župančič 1970: 16), a tudi odkritosrčen in pošten, saj prizna, da je danes res Cicifuj: »Seveda, danes se nisem umil še, fej, fuj, danes sem res Cicifuj!« (Župančič 1970: 16). Besedilo je igrivo, zvočno, v središču je otrokova vzornost. Ciciban – Cicifuj je posredno poučna pesem.

## Primerjava z drugimi literarnimi liki
Literarni lik Cicifuja, ki je nastal na osnovi Cicibana, bi lahko primerjali z Jurijem Murijem avtorja Toneta Pavčka, ki je prvič izšel kot slikanica leta 1988, v zbirki Velike slikanice. Tema v obeh pesmih je enaka – otrok, ki se ne umiva. Vendar pa je Cicifuj vzoren, saj si roke, ko ugotovi, da niso čiste, nemudoma umije, poleg tega pa pravi, da jih je le pozabil umiti. Juri Muri pa se noče umivati, vode se celo boji. Odpotuje v Afriko, a se domov vrne čist in počesan, ter postane tako kot Cicifuj čistoče vzor! Primerjali bi ga lahko tudi z literarnim likom Pedenjpedom avtorja Nika Grafenauerja.